# Altopiano di Cotton
L'altopiano di Cotton è un altopiano completamente ricoperto dai ghiacci situato nella parte meridionale della Terra di Oates, in Antartide. In particolare, l'altopiano si trova nella parte occidentale dei monti della Regina Elisabetta, nell'entroterra della costa di Shackleton, e si estende per circa 15 km da nord a sud. I confini dell'altopiano, la cui altezza varia tra i 2000 e i 2400 m s.l.m., sono segnati a ovest dal ghiacciaio Marsh, a est dal ghiacciaio del Principe di Galles e a sud dal ghiacciaio della Principessa Anna. Dal versante settentrionale dell'altopiano, poi, parte il ghiacciaio del Principe Edoardo, il quale fluisce verso nord fino a unirsi al ghiacciaio Nimrod.

## Storia
L'altopiano di Cotton è stato così battezzato dai membri della squadra settentrionale della spedizione di ricognizione antartica neozelandese svolta nel periodo 1960-61 in onore di Sir Charles Cotton, noto geologo neozelandese ritenuto una vera e propria autorità nel campo della glaciologia.